# رودخانه تیاسمین
رودخانه تیاسمین (به انگلیسی: Tiasmyn River) رودخانه‌ای به‌طول ۱۶۴ کیلومتر (۱۰۲ مایل) است که در اوکراین جریان دارد.